# Robert Douglas
Robert Douglas, född 17 mars 1611 på gården Standingstone i East Lothian i Skottland, död 28 maj 1662 på Blasieholmen, Stockholm, var en skotsk adelsman och militär i svensk tjänst samt stamfar till den svenska grevliga ätten Douglas. 
Douglas började sin tjänstgöring i Sverige 1627 som page hos pfalzgreven Johan Kasimir på Stegeborgs slott. Han gick i tjänst hos Gustav II Adolf 1630 när Sverige gick in i trettioåriga kriget.  Han blev överste 1635, generalmajor 1643, generallöjtnant 1647, general 1651, fältmarskalklöjtnant 1656 och fältmarskalk 13 maj 1657. 
Robert Douglas deltog i slaget vid Leipzig 1642, slaget vid Jankowitz 1645 och slaget vid Warszawa 1656. Han var militärbefälhavare i Estland och Livland 1658–61. Han fick friherretitel 1651, och grevetitel 28 maj 1654.
Robert Douglas är begravd i Douglaska gravkapellet i Vreta klosters kyrka.

## Genealogi

### Föräldrar
- Patrick Wilhelmsson Douglas, markis och ambassadör hos Christian IV av Danmark och friherrinnan Christina Andrewsdotter till Innerdivat.[1]

### Hustru
- Hedvig Mörner, gifta 1646.[2]

### Barn
- Wilhelm Douglas 1646–1674 Överstelöjtnant
- Gustaf Douglas 1648–1705 Landshövding i Västerbotten och Lappmarkerna,  far till Gustav Otto Douglas
- Axel Douglas 1650–1673 Kapten vid prinsens av Oranien livgarde
- Adolf Douglas 1651–1674 Kapten i holländsk tjänst
- Christina Douglas 1652–1712
- Carl Douglas 1656–1678